# Voivod
Voivod — канадська метал — група з містечка Жонкьєр, розташованого недалеко від Квебеку. Дебютний альбом Voivod випустили в 1984 році. З тих пір було випущено ще 11 студійних альбомів. Найбільшої популярності досяг альбом Nothingface 1989 року, який зайняв 114 місце в чартах Billboard 200. Влітку 2009 року група випустила новий альбом Infini, в якого увійшли композиції, записані до смерті Дені Д'Амур в 2005 року.

## Історія групи
Треш-метал-група була заснована в 1982 році чотирма молодими музикантами: Дені Беланже (вокал), Дені Д'Амур (гітара), Жаном-Івом Терио (бас) і Мішелем Ланжевеном (ударні).
Після Nothingface група дрейфувала в більш невимушеному стилі на наступних двох альбомах — Angel Rat (1991) і The Outer Limits (1993).
Після виходу The Outer Limits, групу покинув вокаліст Дені Беланже, залишаючи статус існування групи під питанням. Йому на зміну прийшов басист / вокаліст Ерік Форрест. Деякий час по тому він почав формувати свій проект під назвою E-Force, так само, паралельно він брав участь в Failing Flesh, на короткий період залишивши Voivod і виїхавши в Німеччину для участі в цих проектах, в 1998 рік у потрапив в автокатастрофу.
Після цього, Voivod офіційно оголосили про повернення вокаліста Дені Беланже і про новий басист групи — Джейсона Ньюстеді, раніше учасника Flotsam and Jetsam і Metallica. В 2003 побачив світ новий альбом, названий просто — Voivod. Колишній вокал Беланже, разом з новим басистом, забезпечили основи майбутнього Voivod.
Voivod працював над новим альбомом в 2005, коли прозвучали сумні новини про стан здоров'я гітариста Дені д'амур. 26 серпня 2005 року, на сорок п'ятому році життя він помер від раку кишечника. Саме за його бажанням все гітарні напрацювання були використані після його смерті в майбутньому альбомі 2006 рік а, названого Katorz (від фр. quatorze —  чотирнадцять ).
Влітку 2009 року група випустила 12-й студійний альбом Infini, в який також увійшли композиції, записані до смерті Дені д'амур.
Свій новий альбом Voivod назвали Target Earth. Вихід альбому повинен відбутися до кінця 2012 рік а. В оформленні Target Earth буде використовуватися новий логотип групи, розроблений Мішелем Ланжевеном. Target Earth був записаний в січні 2012 рік а в студії Wild, яка належить П'єру Ремільяру і знаходиться в маленькому містечку Сент-Зенон в канадській провінції Квебек. На диск увійдуть перші твори групи з новим гітаристом Даніелем «Чуви» Монгрен.

## Склад

### Поточний склад
- Дені Беланже (Snake) — вокал  (1982—1994, 2002 наші дні)
- Мішель Ланжевен (Away) — ударні  (1982-наші дні)
- Ден Монгрі (Chewy) — гітара  (2008 наші дні)
- Домінік Ларош (Rocky) — бас  (2014 наші дні)

### Колишні учасники
- Дені Д'Амур (Piggy) — гітара  (1982—2005; помер в 2005)
- Жан-Ів Терио (Blacky) — бас  (1982—1991, 2008—2014)
- П'єр Сен-Жан — бас-гітара  (1992—1993)
- Жиль Брисбуа — бас-гітара  (1993—1994)
- Ерік Форрест (E-Force) — вокал, бас  (1994—2001)
- Джейсон Ньюстед (Jasonic) — бас  (2002—2008)
- Вінсент Пік — запрошений бас  (2002)

## Дискографія

### Студійні альбоми
- 1984 — War and Pain
- 1986 — Rrröööaaarrr
- 1987 — Killing Technology
- 1988 — Dimension Hatröss
- 1989 — Nothingface
- 1991 — Angel Rat
- 1993 — The Outer Limits
- 1995 — Negatron
- 1997 — Phobos
- 2003 — Voivod
- 2006 — Katorz
- 2009 — Infini
- 2013 — Target Earth
- 2018 — The Wake
- 2022 — Synchro Anarchy
- 2023 — Morgöth Tales

### Концертні альбоми
- Voivod Lives (2000)
- Warriors Of Ice (2011)

### EP
- Thrashing Rage (1986) [Noise Records]

### DVD
- D-V-O-D-1 (2005)
- Tatsumaki: Voivod Japan 2008 (2009)